# Perruche alexandre
Psittacula eupatria
Ne doit pas être confondu avec Perruche à collier.
 (juillet 2008).
Si vous disposez d'ouvrages ou d'articles de référence ou si vous connaissez des sites web de qualité traitant du thème abordé ici, merci de compléter l'article en donnant les références utiles à sa vérifiabilité et en les liant à la section « Notes et références ».
Espèce
Statut de conservation UICN

 NT  : Quasi menacé
Statut CITES
La Perruche alexandre (Psittacula eupatria), aussi appelé Perruche Grand Alexandre, est une espèce d'oiseaux de la famille des psittacidés.

## Étymologie
Le nom vernaculaire de l'espèce est un hommage à l'empereur Alexandre le Grand, qui en fit exporter vers divers pays et régions d'Europe et de la mer Méditerranée.
Il est probable que son nom scientifique (en latin eupatria) soit une combinaison gréco-latine. Le préfixe « eu » se traduirait du latin par « bien ou noble » en français et où le suffixe « patria » est un mot latin qui se traduit ou signifie « patrie » en français. L'appellation scientifique eupatria signifierait alors « de noble patrie ».

## Habitat et distribution des sous-espèces
Psittacula eupatria vit dans des forêts sèches, forêts humides, des plaines et des mangroves.
D'après le Congrès ornithologique international, cette espèce est constituée des cinq sous-espèces suivantes :
- P. e. eupatria, dans le Sud de l'Inde jusqu'à Hyderabad, dans l'Andhra Pradesh et au Sri Lanka ;
- P. e. nipalensis, dans l'Est de l'Afghanistan, au Pakistan, dans le Nord et le centre de l'Inde, au Népal, au Bhoutan et en Assam ;
- P. e. magnirostris, dans les îles Andaman ;
- P. e. avensis, dans le district de Cachar, en Assam, ainsi qu'à Kyaikkami en Birmanie ;
- P. e. siamensis, au Viêt Nam, au Cambodge, au Laos, ainsi que dans le Nord et l'Est de la Thaïlande.

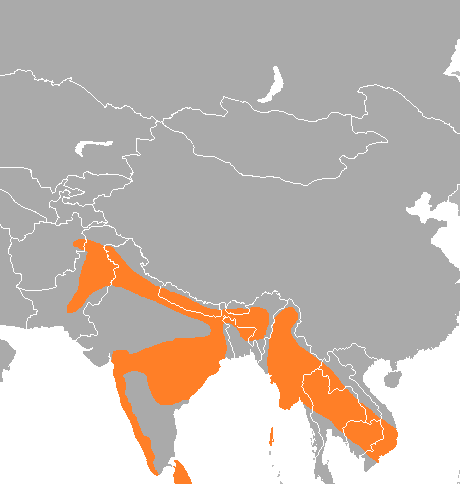
Aire de répartition de la perruche alexandre.

Cette espèce s'est naturalisée dans de nombreux pays européens, notamment en Allemagne, dans le Sud de l'Angleterre, en Belgique, et en Hollande. Elle vit généralement parmi et/ou auprès des bandes de Perruches à collier (Psittacula krameri)  naturalisées et vivant aussi dans ces pays.

## Description

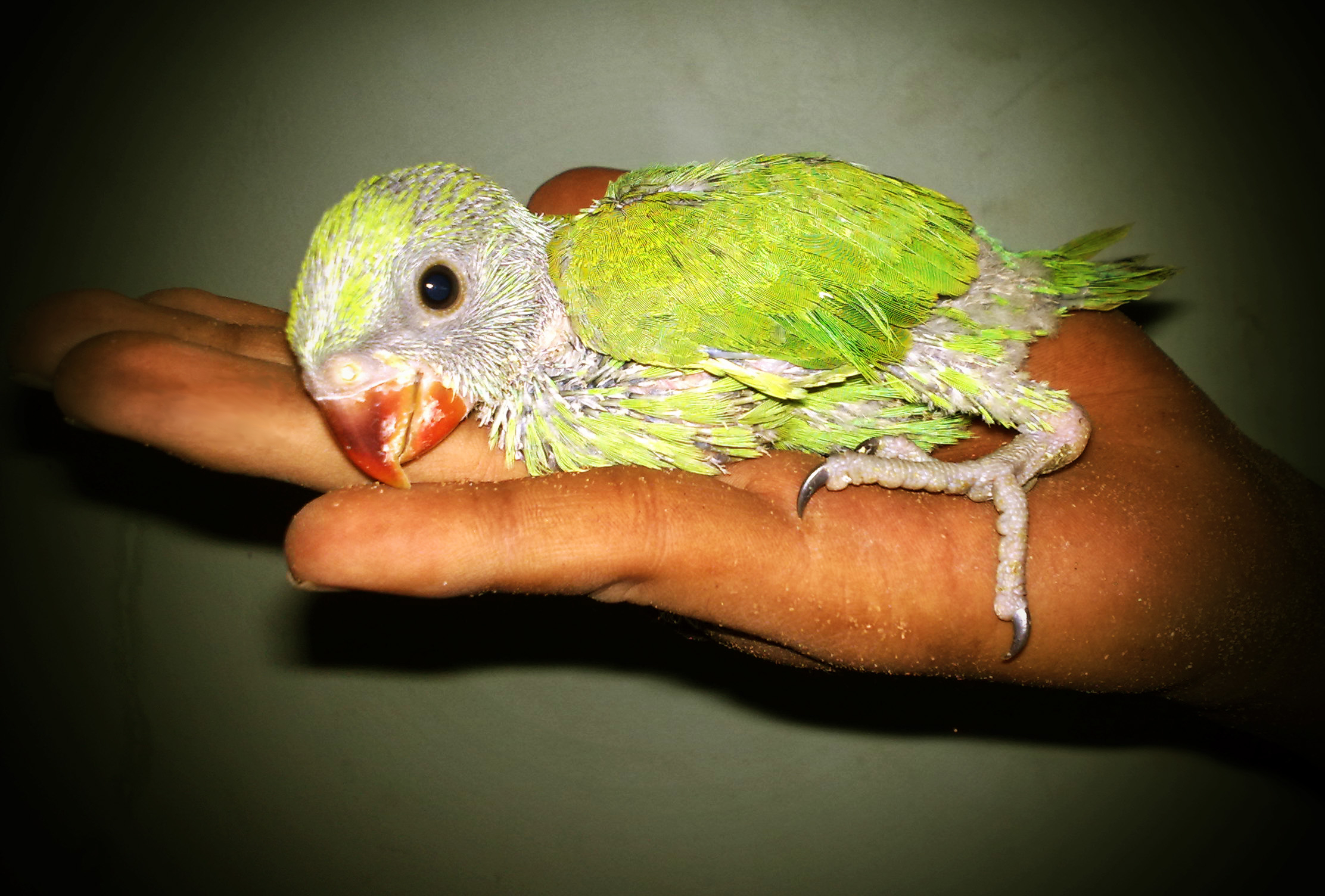
Une jeune Perruche alexandre.

Cette espèce se distingue bien de sa cousine la Perruche à collier, par sa taille nettement plus grande, et par son bec, beaucoup plus puissant relativement à la taille de sa tête.

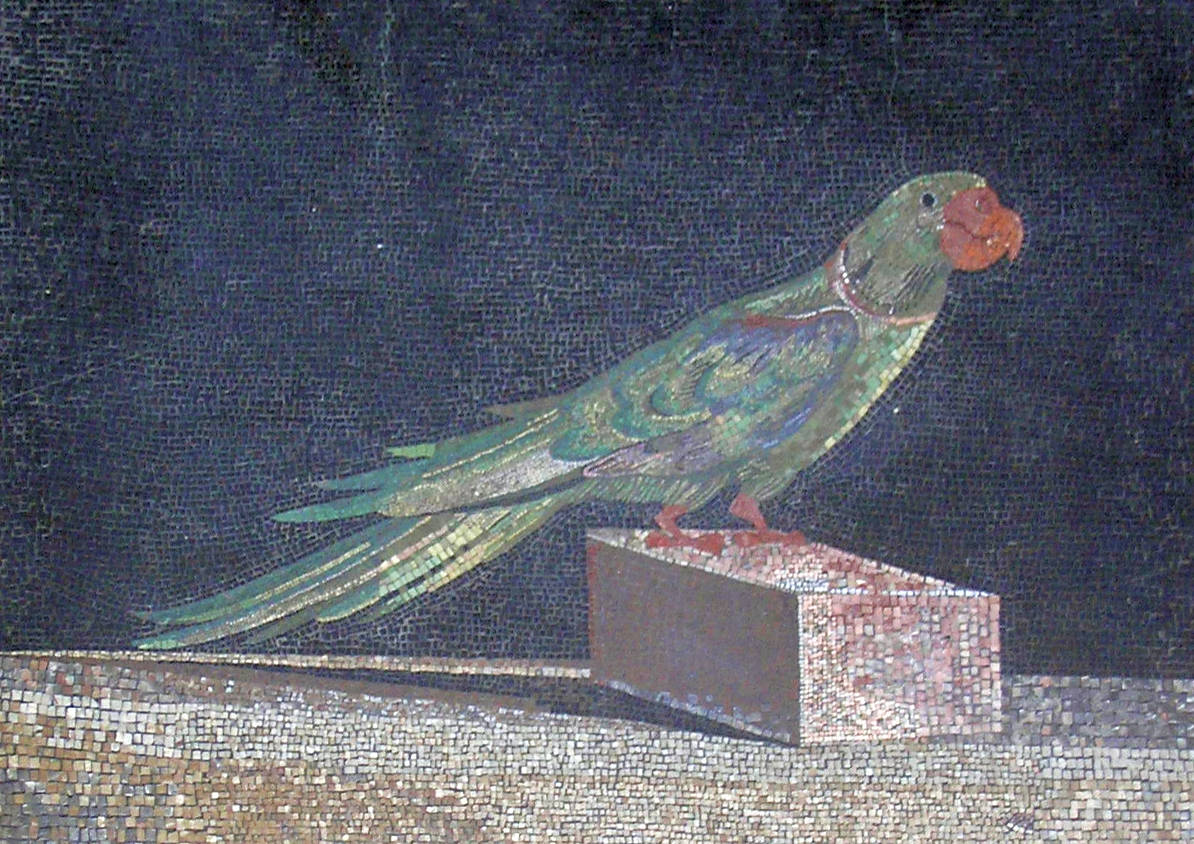
Une Perruche alexandre représentée sur une mosaïque hellénistique du, musée de Pergame.

La sous-espèce Psittacula eupastria eupatria est une perruche mesurant de 50 à 62 cm, présentant une envergure de 18,9 à 21,5 cm[Information douteuse], avec une queue mesurant de 28 à 35 cm. La queue est majoritairement verte. Les joues et la nuque présentent des reflets gris bleu (plus notables chez les mâles adultes). L'abdomen est vert jaunâtre, le dessus des plumes centrales de la queue sont vert bleuté à pointes jaunes, les plumes externes de la queue sont vertes et le dessous de la queue est jaune. Toutes les perruches alexandre présentent une tache oblongue rouge-brunâtre sur le haut des plumes de couverture alaire, présentes dès leur 1er emplumage à l'intérieur du nid. Les mandibules inférieure et supérieure sont rouge et la base du bec est jaune. L'iris est blanc jaunâtre et le cercle périophtalmique (cercle oculaire) est gris pâle. Les pattes sont grises sauf chez la sous-espèce siamoise (Psittacula eupastria siamensis) où elles sont gris jaunâtre. Les mâles adultes (plus de deux-trois ans) n’ont souvent qu’une petite bande gris-bleuté au-dessus de leur bande nuquale rose.
Les mâles adultes (plus de trois ans) présentent, chez chacune des sous-espèces, un collier noir de jais ainsi qu'une large bande nuquale rose.
Les femelles adultes (plus de trois ans) présentent souvent un ombrage de collier gris-clair à gris-moyen et une bande nuquale d'une teinte plus pâle que la couleur de leur corps (vert lime chez les femelles vertes sauvages).
Les juvéniles n'ayant pas encore atteint leur maturité sexuelle sont très similaires aux femelles adultes mais comme chez toutes les espèces de perruches, les jeunes Grand-Alexandre présentent toujours des caudales centrales beaucoup plus courtes, et ainsi des queues beaucoup plus courtes. Leur plumage d'adulte est acquis habituellement entre 18 et 30 mois (1½-2½ an) mais peut parfois apparaître aussitôt qu'à 12 mois ou encore, aussi tard qu'à 36 mois (trois ans). Conséquemment, le sexage visuel des perruches alexandre n'est véritablement assuré et connu que lorsque celles-ci ont atteint l'âge de 36 mois (trois ans). Le mâle est sexé visuellement avec assurance dès l'apparition d'une (ou plusieurs) plume noire de jais du collier et/ou encore d'une (ou plusieurs) plume rose de la bande nuquale. Alors que les individus âgés de 36 mois (3 ans) et plus ne présentant aucune plume noir de jais au collier, ni de plume rose à la bande-nuquale sont alors assurément femelles.
La sous-espèce Psittacula eupatria nipalensis est la plus grande de l’espèce mesurant 62 cm ; elle présente une longueur d'aile de 20 à 24 cm et est, de ce fait, la plus grande perruche du monde. Elle ressemble beaucoup à la sous-espèce nominale Psittacula eupatria eupatria. Par contre, les plumes de la poitrine et de l’abdomen, chez les deux sexes, présentent des reflets gris-blanchâtre, les joues et nuques sont nuancées de bleu et les mâles adultes présentent une large bande-nuquale rose.
La sous-espèce Psittacula eupatria magnirostris mesure environ 60 cm et présente une longueur d'aile de 20 à 22 cm. Elle ressemble aussi beaucoup à la sous-espèce nominale. Par contre, les plumes de la poitrine et de l’abdomen chez les deux sexes présentent des reflets gris bleu. La tache marron sur leurs épaules est typiquement plus rougeâtre (ou moins brunâtre) que chez la sous-espèce nominale. Leur bec est plus large et plus massif. Les mâles adultes présentent une large bande-nuquale rose, les nuances de bleu au-dessus de la bande-nuquale sont très restreintes ou parfois absentes chez certains spécimens.
La sous-espèce Psittacula eupatria avensis  mesure 58 cm, longueur d'elle de 19.4 à 22cm et ressemble donc beaucoup à cette dernière. Par contre, le dessus de la tête et la nuque sont d’un vert-jaunâtre, les reflets bleus sont restreints aux joues et donc absents de la nuque. Les mâles adultes présentent une bande-nuquale plus mince et d’un rose plus franc.
La sous-espèce Psittacula eupatria siamensis mesure 56 cm, présente longueur d'aile de 17.5 a 20.5cm et ressemble beaucoup à la sous-espèce nominale. Par contre, le dessus de la tête et de la nuque présente des reflets bleu-pâle, qui s’étendent à la couronne chez certains spécimens. Les joues sont vertes-jaunâtre, la tache marron de l’épaule est d'un rouge quasi exempt de teinte brunâtre et leurs pattes présentent une teinte jaunâtre prononcée. Les mâles adultes présentent une bande-nuquale plus mince et d’un rose plus franc.

## Aviculture
On peut facilement amener ces oiseaux à se reproduire en isolant un couple dans une grande volière. La couvée moyenne contient de deux à quatre œufs qui mesurent 34 × 26,9 mm, l'incubation moyenne est de 28 jours, débutant généralement au 2e ou 3e œuf pondu. Les jeunes font leurs premières sorties du nid à environ sept semaines ; ils sont éduqués, nourris et soignés durant les 21 jours (trois semaines) suivants et sont typiquement sevrés à l'âge de trois à quatre mois (12 à 16 semaines). Ces perruches peuvent passer l'hiver à l'extérieur mais à condition d'avoir un abri où elles ne risquent pas les engelures aux pattes.

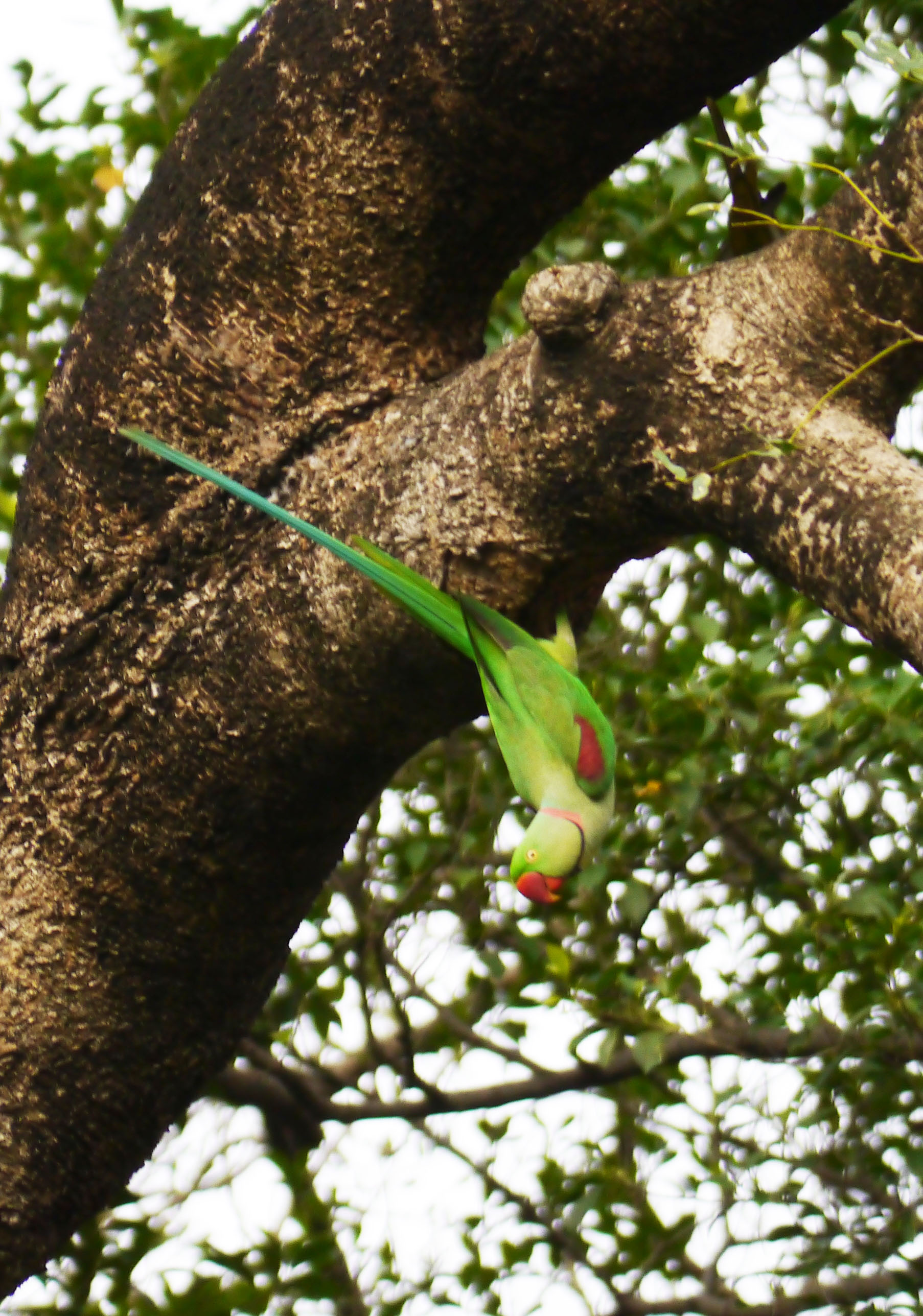
Perruche alexandre au parc de Kowloon, Hong Kong.

Cette perruche peut être moyennement bruyante selon que le sujet adopté a été ou non apprivoisé, élevé et socialisé loin de ses congénères et/ou de perroquets bruyants. Les vocalises des perruches alexandre sont puissantes mais plus graves que celles de sa cousine Psittacula krameri (Perruche à collier-rose). Espèce active, amoureuse de l'eau, très gourmande, acceptant très facilement la nouveauté et la diversité alimentaire. Elle grignote vigoureusement et il est donc impératif de lui offrir un apport régulier en matériaux à grignoter tels que branches et/ou bois non toxique (bouleau, pin, pommier, poirier, saule ou tremble) et n'ayant jamais été traités d'aucun type de produit chimique (désinfectant, eau de javel, fongicide, insecticide ou pesticide) L'espèce est résistante et vigoureuse lorsqu’acclimatée. Les couples doivent être absolument isolés, soit un couple par cage/volière durant la saison de reproduction car les femelles, chez le genre Psittacula, deviennent alors très intolérantes et territoriales.
La perruche alexandre a une espérance de vie moyenne de 40 ans et possède un très bonne capacité d'imitation. Les sujets ayant été apprivoisés et socialisés dès leur plus jeune âge sont souvent considérés comme de bons perroquets de compagnie.
Ces perruches sont de nature docile, enjouée, gourmande, placide, sociable, tolérante et affichent aussi une intelligence étonnante.

## Dans la nature
La saison de reproduction dure de novembre à avril dans les aires de distribution naturelles. Les couvées moyennes comportent de deux à quatre œufs mesurant 34,0 × 26,9 mm (1 × 1 1/3 pouces). L'incubation moyenne de 28 jours débute généralement au 2e ou 3e œuf pondu. Les premières sorties du nid se déroulent à environ 7 semaines. Les jeunes deviennent indépendants environ 60 jours (deux mois) plus tard et sont sevrés à l'âge de trois à quatre mois (12 à 16 semaines).
Dans la nature, cet oiseau consomme des graines, des noix, des fruits, des baies, des bourgeons, des fleurs et des nectars (Salmalia, Butea, Erythrina ou Bassia latifolia). Il cause aussi des dommages considérables aux cultures de céréales/grains, de riz, de maïs et de fruits.